# D'Angelico Guitars
La D'Angelico Guitars è una marca di chitarre con sede a Manhattan fondata dal mastro liutaio John D'Angelico nel 1932.
Le chitarre originali di John D'Angelico sono pezzi da collezione e sono stati utilizzate da artisti come Pete Townshend, Chuck Wayne e Eric Clapton.

## Storia
Nel 1932 John D'Angelico fondò la D'Angelico Guitars e aprì il suo primo negozio nella Little Italy di Kenmare Street a Manhattan. Qui vi costruì 1.164 strumenti prima di morire nel 1964.
Dopo la sua morte, il suo apprendista James D'Aquisto diventò il successore dell'attività e, dopo alcuni anni, iniziò a produrre chitarre con il proprio nome staccandosi dalla D'Angelico.
Nel 1999 Brenden Cohen, John Ferolito Jr. e Steve Pisani acquistarono il marchio D'Angelico Guitars da John Ferolito Sr. e nel 2011 D'Angelico Guitars riaprì ufficialmente i battenti. Quello stesso anno le chitarre originali di John D'Angelico sono state premiate presso il Metropolitan Museum of Art, come parte di una mostra dal titolo "Guitar Heroes: Artigiani leggendari da Italia a New York".
Nel 2014 D'Angelico Guitars sponsorizzò Mountain Jam, un festival musicale estivo nella parte orientale di New York, e nel 2015 il marchio ha lanciato la sua prima linea di chitarre acustiche. 

## Costruzioni

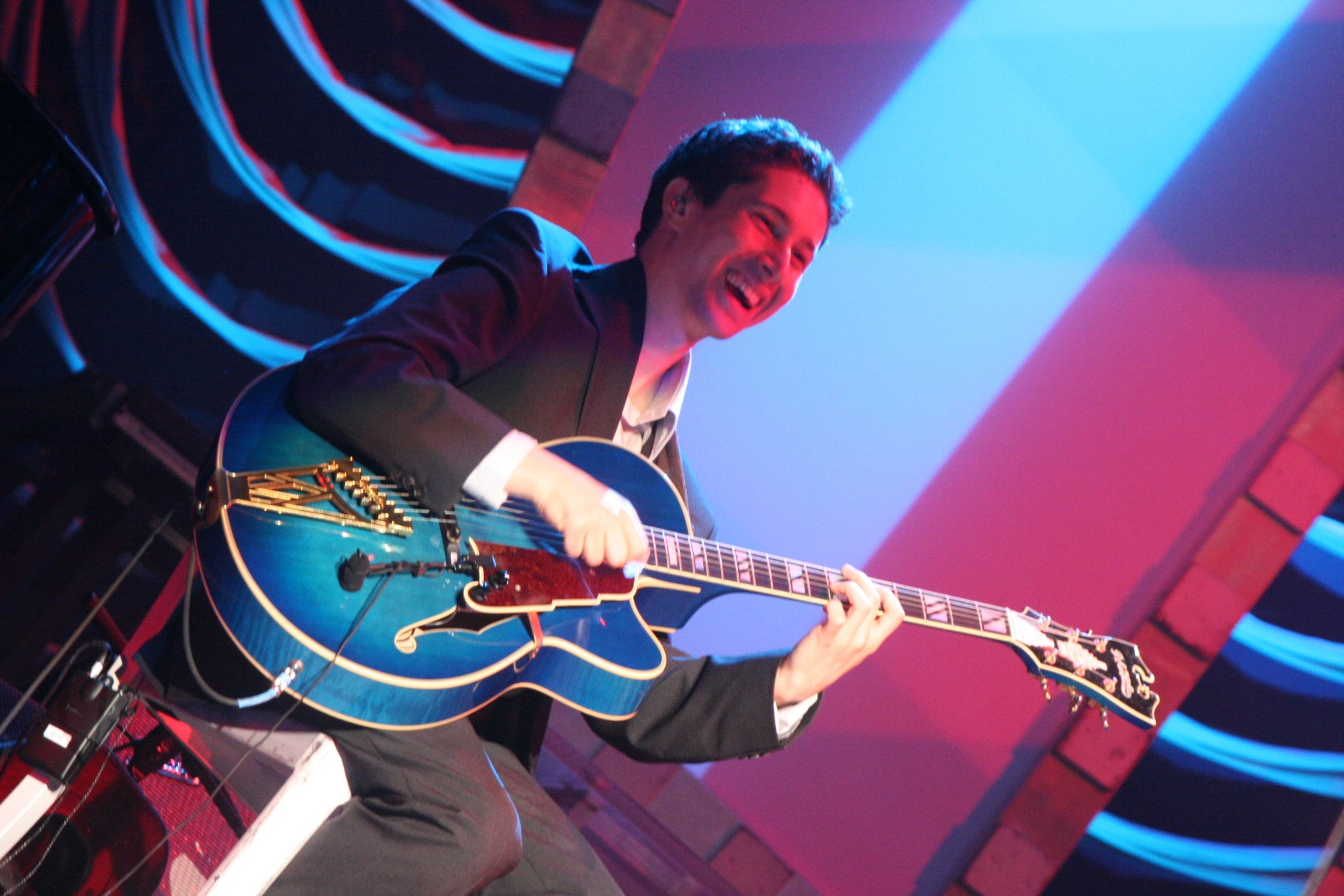
Randy Napoleon con la sua D'Angelico EXL-1

Gli strumenti sono prodotti in Corea del Sud, in California e in Michigan. Prima di iniziare la produzione, nel 2011 i modelli di chitarra originali furono messi in una macchina a risonanza magnetica e venne fatta una radiografia per replicare gli strumenti con precisione.
Impiegano circa dai 18 mesi ai due anni per creare una delle sue chitarre master-builder di legno grezzo. I liutai D'Angelico Guitars producono 4-5 chitarre master-builder al mese. Nel 2014, il marchio ha avuto 125 partnership negli Stati Uniti e in altri 200 operatori internazionali. Nel gennaio 2015 la D'Angelico Guitars mise in mostra 150 chitarre. La società è la più nota per le sue chitarre archtop ispirate all'art déco. Musicisti tra cui John Mayer, Nile Rodgers, Robert Randolph, Susan Tedeschi, John Sebastian ed Eric Clapton hanno utilizzato chitarre D'Angelico. Ci sono musicisti inoltre che il marchio ha sponsorizzato, tra cui, Susan Tedeschi, Brad Whitford, Robert Randolph e Cody Simpson.

## Le Chitarre

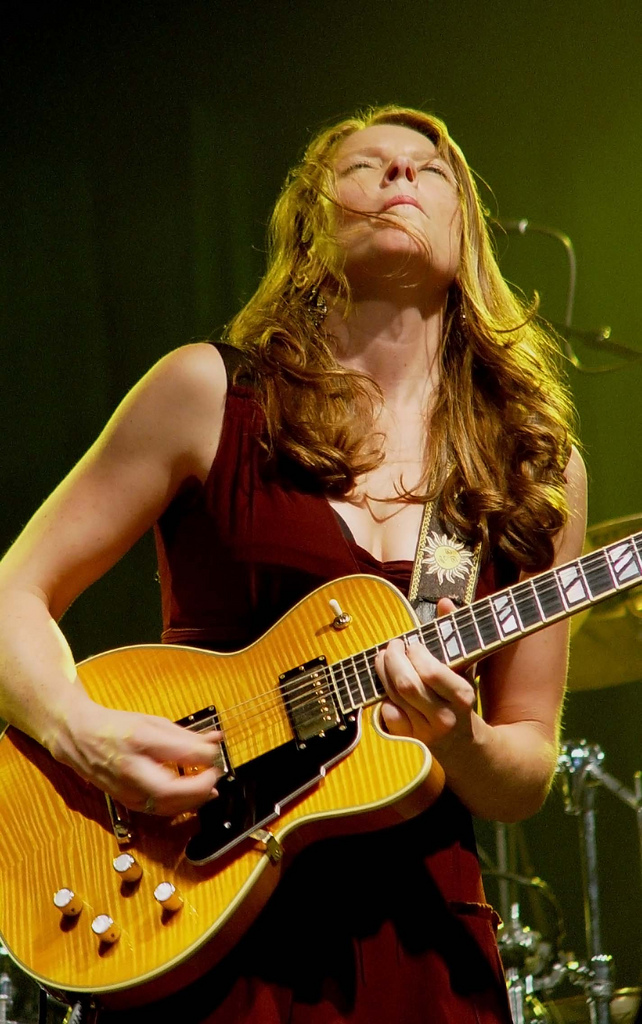
Susan Tedeschi e la sua D'Angelico EX-SD

Oggi la D'angelico Guitars ha cinque linee fondamental:

### Standard Series
Chiamate Premium, sono la versione entry level della D’Angelico, indicate per amatori e studenti.

### Professional Series
Chiamate le Excel (EX) ne troviamo di 8 modelli:
- EX-DH: Con un body da 16 pollici, richiama l'archtop Master Builder. È dotato di doppio humbucker, intarsi in madreperla, battipenna e cordiera a scalini D'Angelico.
- EX-59: Con un body da 17 pollici, questa chitarra è la replica del modello disegnato dal maestro nel 1959. Dotato di doppio pick-up P-90 sviluppa la grinta necessaria per il blues. Manca di battipenna, ha la cordiera a scalini D'Angelico, il selettore e le manopole retroscena. È la chitarra usata da Robert Randolph.
- EX-DC: Con un body da 16 pollici, è un semi hollow-body con doppia spalliera mancante. Il body è pesante ma ben bilanciato per una chitarra molto versatile. I suoi humbuckers Kent Armstrong offrono un suono pieno. Ha la cordiera semplice, il battipenna, il selettore per humbuckers e le manopole dei toni-volumi.
- EXL-1: Con un body da 17,5 pollici è lo strumento che più si avvicina al classico del mastro D'Angelico. Grazie al pick-up galleggiante viene prodotta una risonanza vibrante. Elegante con il top di abete laminato, sintonizzatori sul battipenna e la cordiera a scalini D'Angelico. Viene apprezzata molto dai jazzisti.
- EX-SS: Con un body da 15 pollici, il più piccolo della serie, viene scherzosamente detto "preso a pugni". È dotata di battipenna e cordiera a scalini D'Angelico. Con il doppio humbucker Kent Armstrong e la sua brillantezza, ne risulta uno strumento molto versatile e adatto per molti generi.
- EX-SD: Con il suo solid-body da 13 pollici, questa chitarra è adatta al rock. Con il doppio Humbucker Kent Armstrong offre suoni molto decisi, pieni e lucidi.
- EX-Style B: Con un body da 17 pollici è il classico strumento per eccellenza preso dalle bozze di John D'Angelico del 1936. È una chitarra molto performante, leggera e ben bilanciata. Ha il pick-up galleggiante prodotto in USA, il battipenna lungo style B con sopra i sintonizzatori e la cordiera a scalini D'Angelico. Tutto d’orato. Disegnata da D’Angelico nel 36 per suonare in acustico anche nelle Big Band della Swing Era. Il suono amplificato è anch’esso molto raffinato. Chitarra rara e da solista. Perfetta per il Blues, Swing, Jazz e anche Songs: fra i solisti, Eric Clapton suona la B Style.
- EX-175: Con un body da 17 pollici, è l'unica Archtop D'Angelico con il vibrato Bigsby. È dotata di ponte rosewood e del battipenna. Questa chitarra resiste molto ai feedback e mantiene la sua limpidità anche da distorta. Con un suono forte e ruggente, questa chitarra ha le carte in regola per il rock.

### USA Pro Series
Chiamate New Yorker (NY) troviamo un modello:
- NY-DC: Con un Body da 16 pollici, è una doppia spalla mancante Hollow-Body e viene realizzata nei USA. È dotata di battipenna e della cordiera D'Angelico. Ha una coppia di pickups Seymour Duncan per un suono robusto.

### Master Builder Series
Chitarre costruite a mano sulla base dei appunti del maestro John dai liutai D'Angelico Guitars.

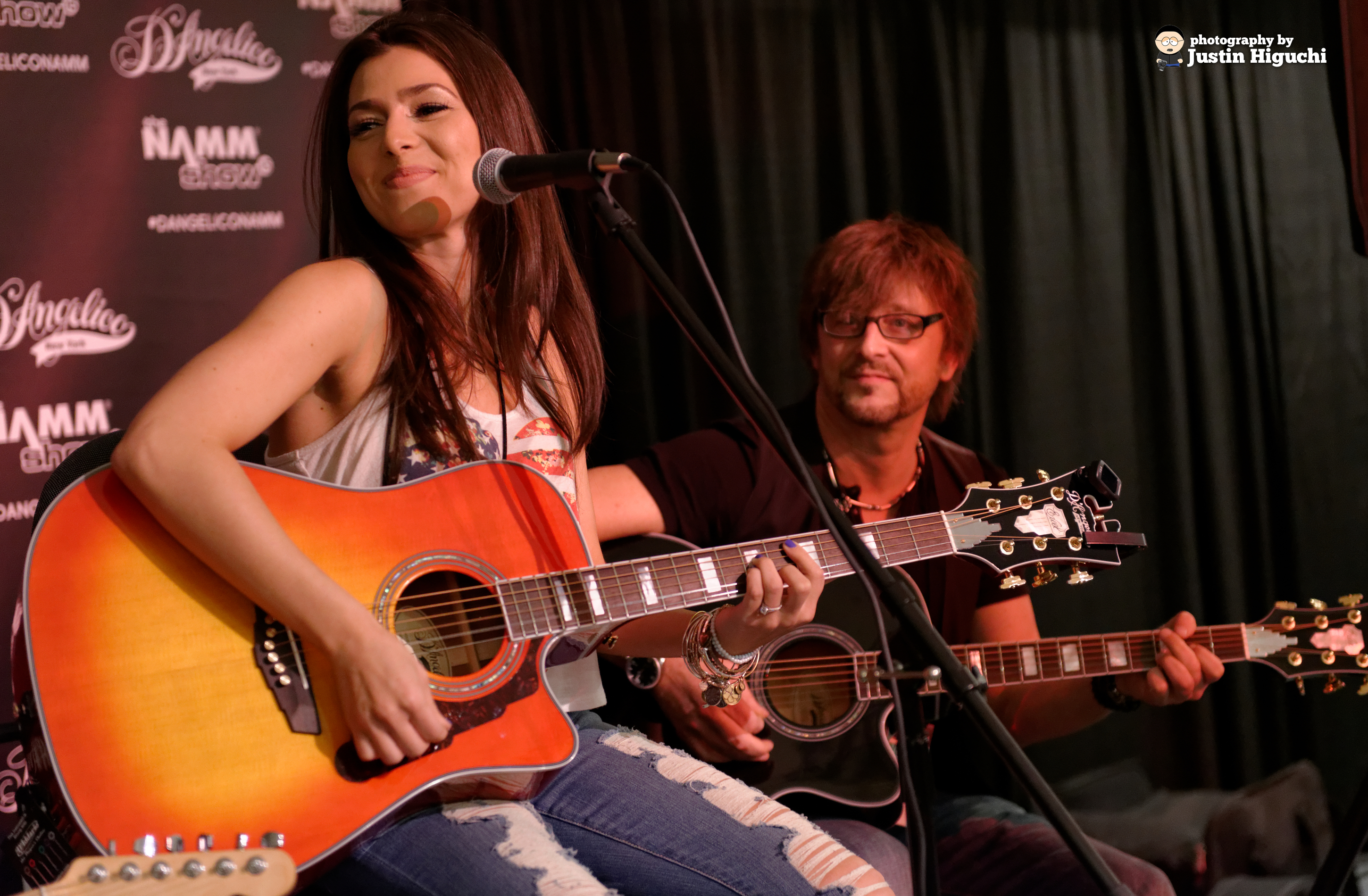
Jessica Lynn con la sua D'Angelico Brooklyn

### Acoustics Series
La linea del 2015 di chitarre acustiche comprende 7 modelli:
- EX-63: è una Archtop con foro centrale che nasce dagli appunti di John D'Angelico ma da lui non è mai stata costruita.
- Bowery: è una Dreadnought ed è la top gamma della D'Angelico Acoustics.
- Brooklyn: è una Dreadnought elettroacustica.
- Lexington: è una Dreadnought elettroacustica molto bilanciata ed apprezzata dai chitarristi.
- Madison: è una Jumbo elettroacustica che sa suonare piano-forte. Viene chiamata: Gigante Buona.
- Gramercy: è una Granconcerto ottima per il FingerPicking. È equilibrata e comfortevole.
- Mercer: è una Granconcerto ed è la sorella minore della Gramercy.

### Bass Series
La linea del 2015 di Bassi comprende 3 modelli:
- EX-SD BASS: Adatto per il rock ma si presta anche per il Jazz. È un solid-body versatile, potente e comfortevole.
- EX-BASS: è il primo basso Archtop della casa. Con il suo body vuoto diventa molto leggero. Il suono è potente e brillante.
- MOTT-ACOUSTIC BASS: è un basso elettroacustico dal suono robusto.

## Curiosità
- Nel 2014, Eric Clapton ha richiesto un modello personalizzato della classica D'Angelico Stile B per il turismo.